# Жизненные Волны
Жизненные Волны — деревня в Износковском районе Калужской области России. Входит в сельское поселение «Село Льнозавод».
Деревня расположена в лесах на севере области. Находится на правом берегу Нерошки в 7 км к северо-востоку от посёлка Льнозавод, в 14 км к востоку от села Износки и в 70 км к северо-западу от Калуги.

Ближайшая ж.-д. станция Кошняки (на линии Вязьма — Калуга) находится в 4,5 км к юго-западу от деревни. Автодорог с твёрдым покрытием нет, имеется тупиковая грунтовая подъездная дорога от ж.-д. станции.
| 2002 | 2010 |
| ---- | ---- |
| 3    | →3   |